# Lijst van zoogdieren in Suriname
Suriname heeft een bijzonder rijke natuur. Dit geldt ook voor de zoogdierfauna. Hieronder staat een zo volledig mogelijke lijst. De soorten staan vermeld met een beoordeling van hun overlevenskansen. Sommige soorten staan aan bedreigingen bloot.

## Subklasse:Theria

### Infraklasse:Metatheria

#### Orde:Didelphimorphia

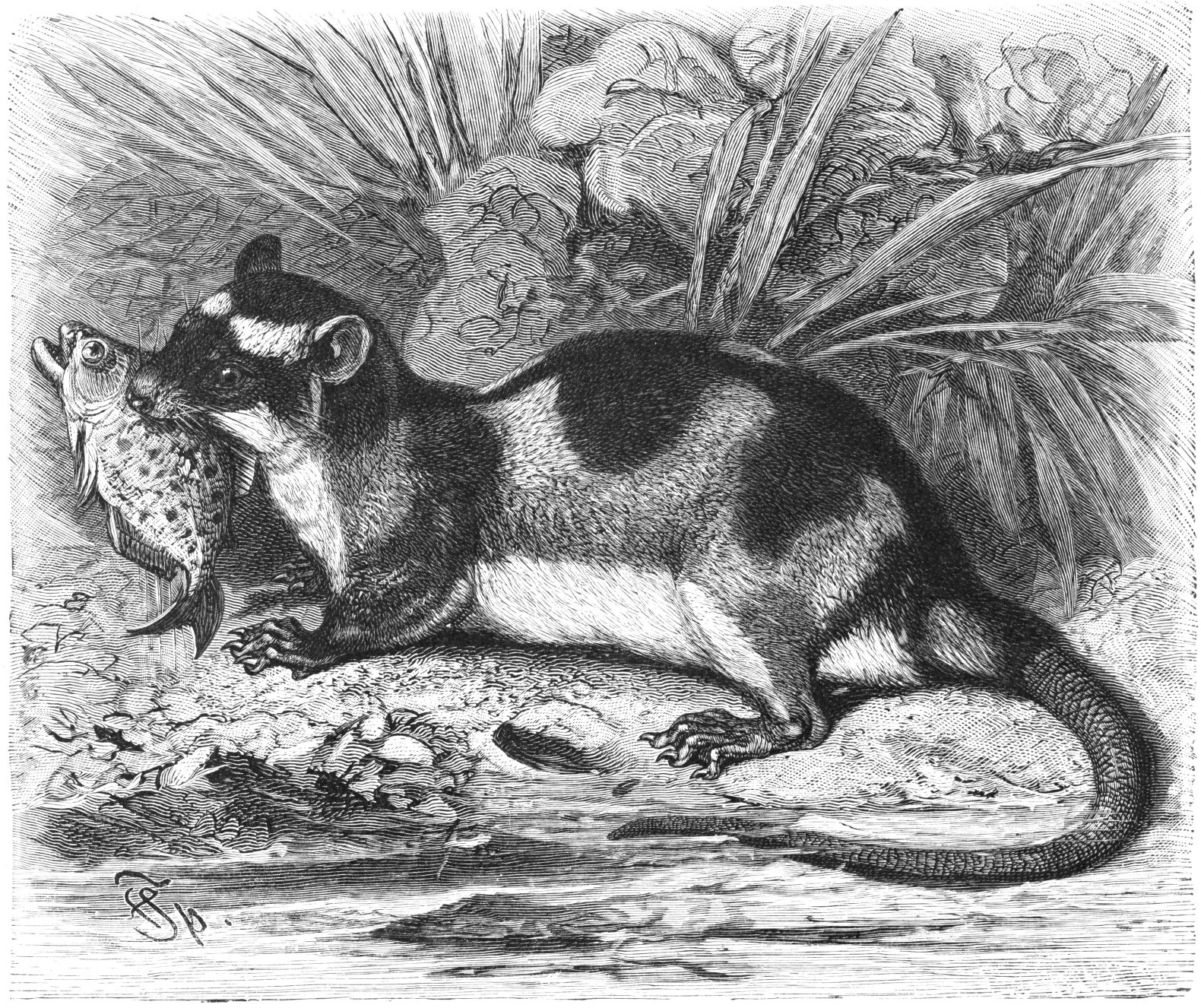
Wateropossum

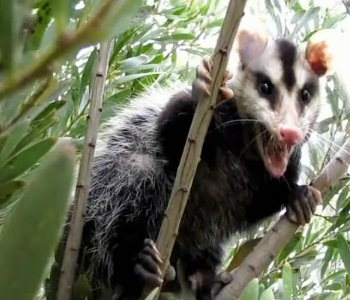
Zuid-Amerikaanse opossum

Buideldieren zijn wel bekender van Australië, maar zij kwamen eigenlijk uit Zuid-Amerika. Suriname heeft nog een elftal soorten. Zij worden niet veel groter dan een kat en het zijn vaak nachtdieren.
- Familie: Didelphidae (Amerikaanse opossums)
  - Onderfamilie: Caluromyinae
    - Genus: Caluromys
      - Gele wolhaarbuidelrat, Caluromys philander LC

  - Onderfamilie: Didelphinae
    - Genus: Chironectes
      - Wateropossum, Chironectes minimus LC

    - Genus: Didelphis
      - Didelphis imperfecta LC
      - Zuidelijke opossum, Didelphis marsupialis LC

    - Genus: Marmosa
      - Grauwe dwergbuidelrat, Marmosa demerarae LC
      - Vosrode dwergbuidelrat, Marmosa lepida LC
      - Aeneasrat, Marmosa murina LC

    - Genus: Gracilinanus
      - Gracilinanus emiliae DD

    - Genus: Hyladelphys
      - Hyladelphys kalinowskii? LC

    - Genus: Marmosops
      - Sierlijke buidelrat, Marmosops parvidens LC
      - Marmosops pinheiroi LC

    - Genus: Metachirus
      - Kaalstaartbuidelrat, Metachirus nudicaudatus LC

    - Genus: Monodelphis
      - Monodelphis arlindoi?
      - Kortstaartopossum, Monodelphis brevicaudata LC
      - Monodelphis touan?

    - Genus: Philander
      - Grijze vieroogbuidelrat, Philander opossum LC

### Infraklasse:Eutheria

#### Orde:Sirenia(zeekoeien)

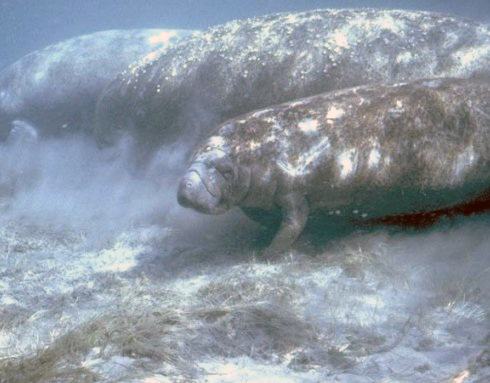
Caribische lamantijnen

Zeekoeien zijn in het water levende planteneters, in de verte verwant aan de olifanten, die in rivieren, mondingen, zee-armen, zwampen en zilte draslanden leven. Er zijn wereldwijd vier soorten waarvan er een in Suriname voorkomt met name in het zwampbos.
- Familie: Trichechidae
  - Genus: Trichechus
    - Caribische lamantijn, Trichechus manatus VU

#### Orde:Cingulata(gordeldierachtigen)

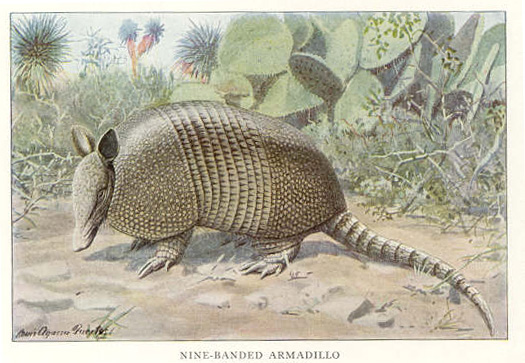
Negenbandgordeldier

Gordeldieren zijn kleine zoogdieren met een benig harnas. Ze horen thuis in de Amerika's. Er zijn ongeveer 20 soorten waarvan er 5 in Suriname voorkomen.
- Familie: Dasypodidae (gordeldieren)
  - Onderfamilie: Dasypodinae
    - Genus: Dasypus
      - Kapplergordeldier, Dasypus kappleri LC
      - Negenbandgordeldier, Dasypus novemcinctus LC

  - Onderfamilie: Euphractinae
    - Genus: Euphractus
      - Zesbandgordeldier, Euphractus sexcinctus LC

  - Onderfamilie: Tolypeutinae
    - Genus: Cabassous
      - Grootvoetgordeldier, Cabassous unicinctus LC

    - Genus: Priodontes
      - Reuzengordeldier, Priodontes maximus VU

#### Orde:Pilosa(luiaards en miereneters)

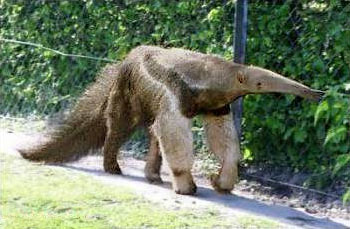
Reuzenmiereneter

Deze orde is geheel Amerikaans en bevat de luiaards en de miereneters. Suriname telt vijf soorten ervan, twee luiaards en drie miereneters.
- Suborde: Folivora
  - Familie: Bradypodidae (Drievingerige luiaards)
    - Genus: Bradypus
      - Drievingerige luiaard, Bradypus tridactylus LC

  - Familie: Choloepodidae (Tweevingerige luiaards)
    - Genus: Choloepus
      - Tweevingerige luiaard, Choloepus didactylus LC
- Suborde: Vermilingua
  - Familie: Cyclopedidae
    - Genus: Cyclopes
      - Wespeneter, Cyclopes didactylus LC

  - Familie: Myrmecophagidae (Echte miereneters)
    - Genus: Myrmecophaga
      - Reuzenmiereneter, Myrmecophaga tridactyla VU

    - Genus: Tamandua
      - Zuidelijke boommiereneter, Tamandua tetradactyla LC

#### Orde:Primates(opperdieren)

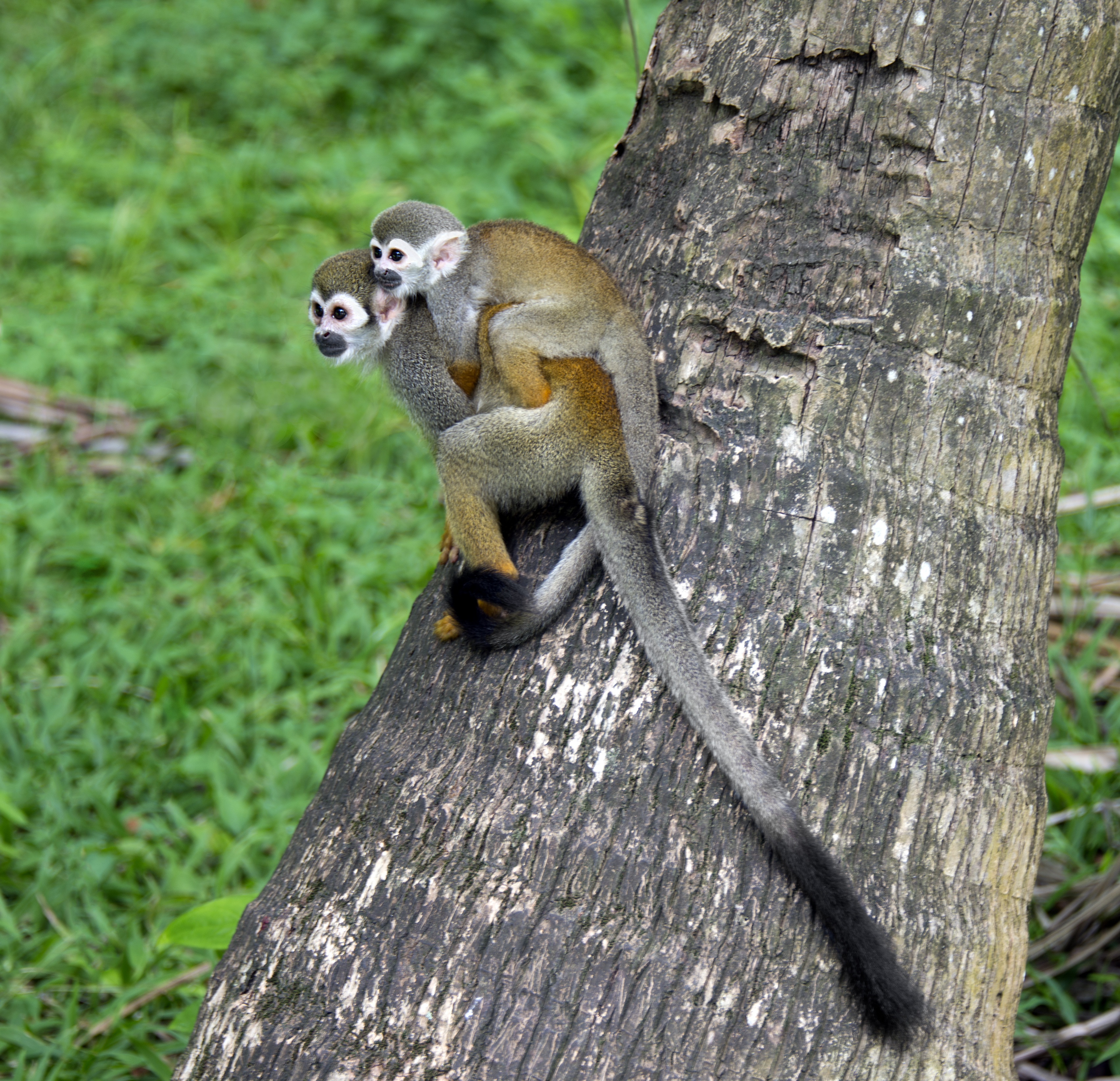
Doodskopaapje

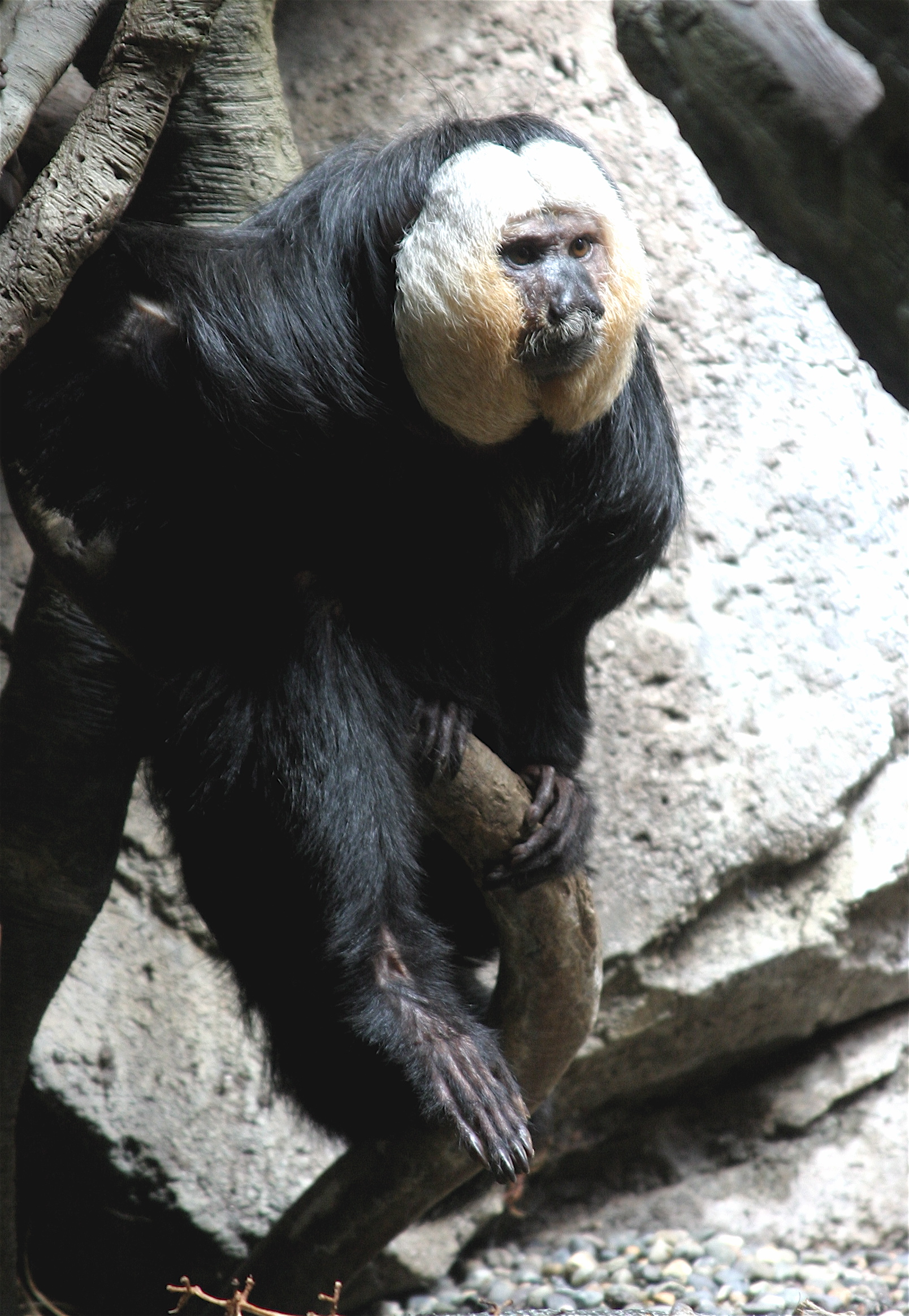
Witgezichtsaki

De orde Primaten is in Suriname door acht apensoorten vertegenwoordigd.
- Suborde: Haplorhini
  - Infraorde: Simiiformes
    - Parvorde: Platyrrhini
      - Familie: Cebidae
        - Onderfamilie: Callithrichinae
          - Genus: Sanguinus
            - Roodhandtamarin, Saguinus midas LC

        - Onderfamilie: Cebinae
          - Genus: Saimiri
            - Doodskopaapje, Saimiri sciureus LC

          - Genus: Cebus
            - Bruine kapucijnaap, Sapajus apella LC
            - Treurkapucijnaap, Cebus olivaceus castaneus LC

      - Familie: Pitheciidae
        - Onderfamilie: Pitheciinae
          - Genus: Pithecia
            - Witgezichtsaki, Pithecia pithecia LC

          - Genus: Chiropotes
            - Oostelijke roodrugsaki, Chiropotes sagulatus LC

      - Familie: Atelidae
        - Onderfamilie: Atelinae
          - Genus: Ateles
            - Bosduivel, Ateles paniscus VU

        - Onderfamilie: Alouattinae
          - Genus: Alouatta
            - Guyanabrulaap Alouatta macconnelli LC

#### Orde:Rodentia(knaagdieren)
- Suborde: Hystricognathi

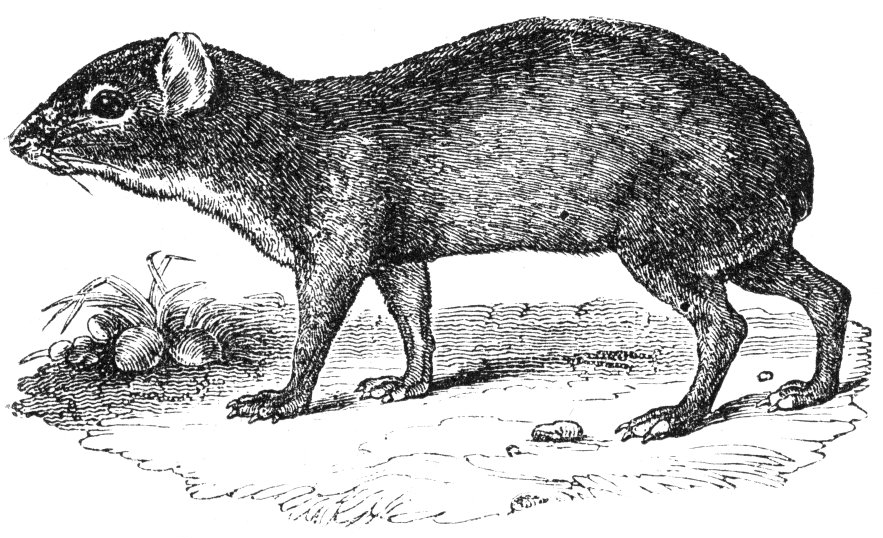
Mooragoeti

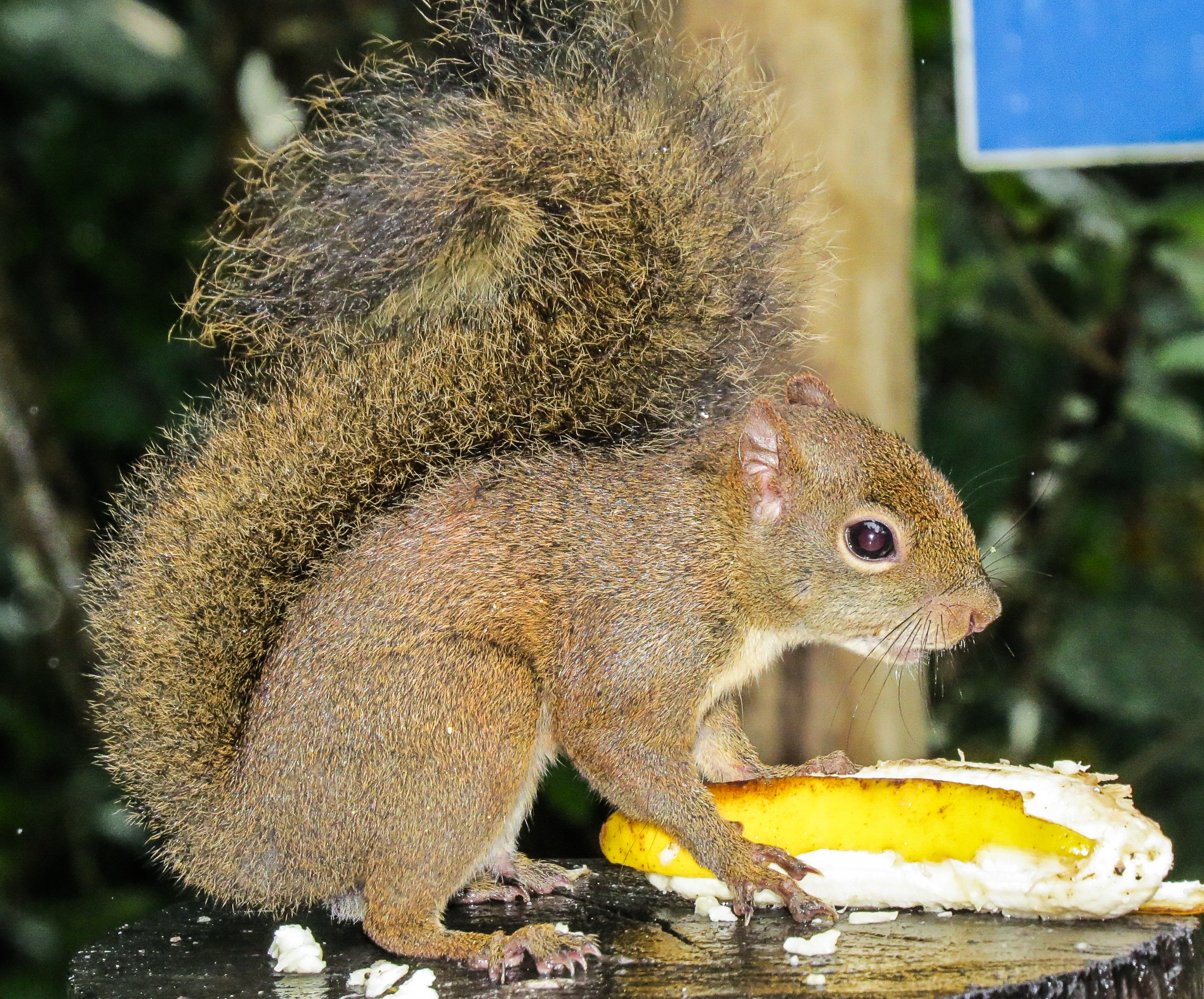
Braziliaanse eekhoorn

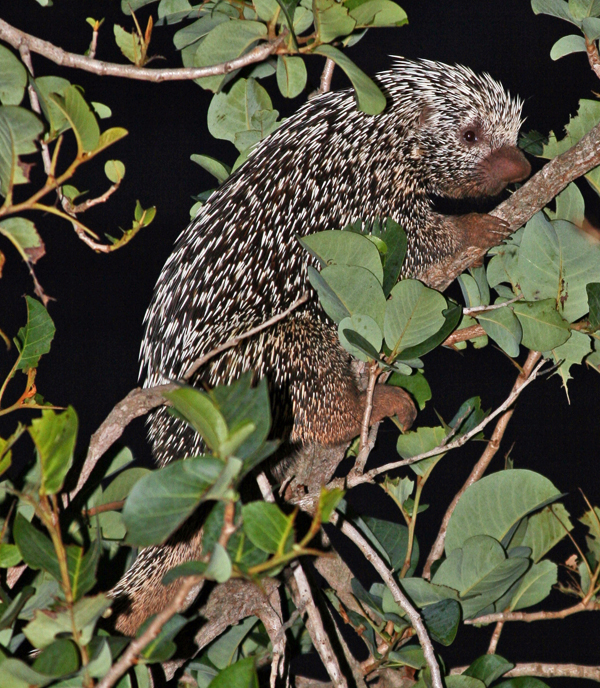
Grijpstaartstekelvarken

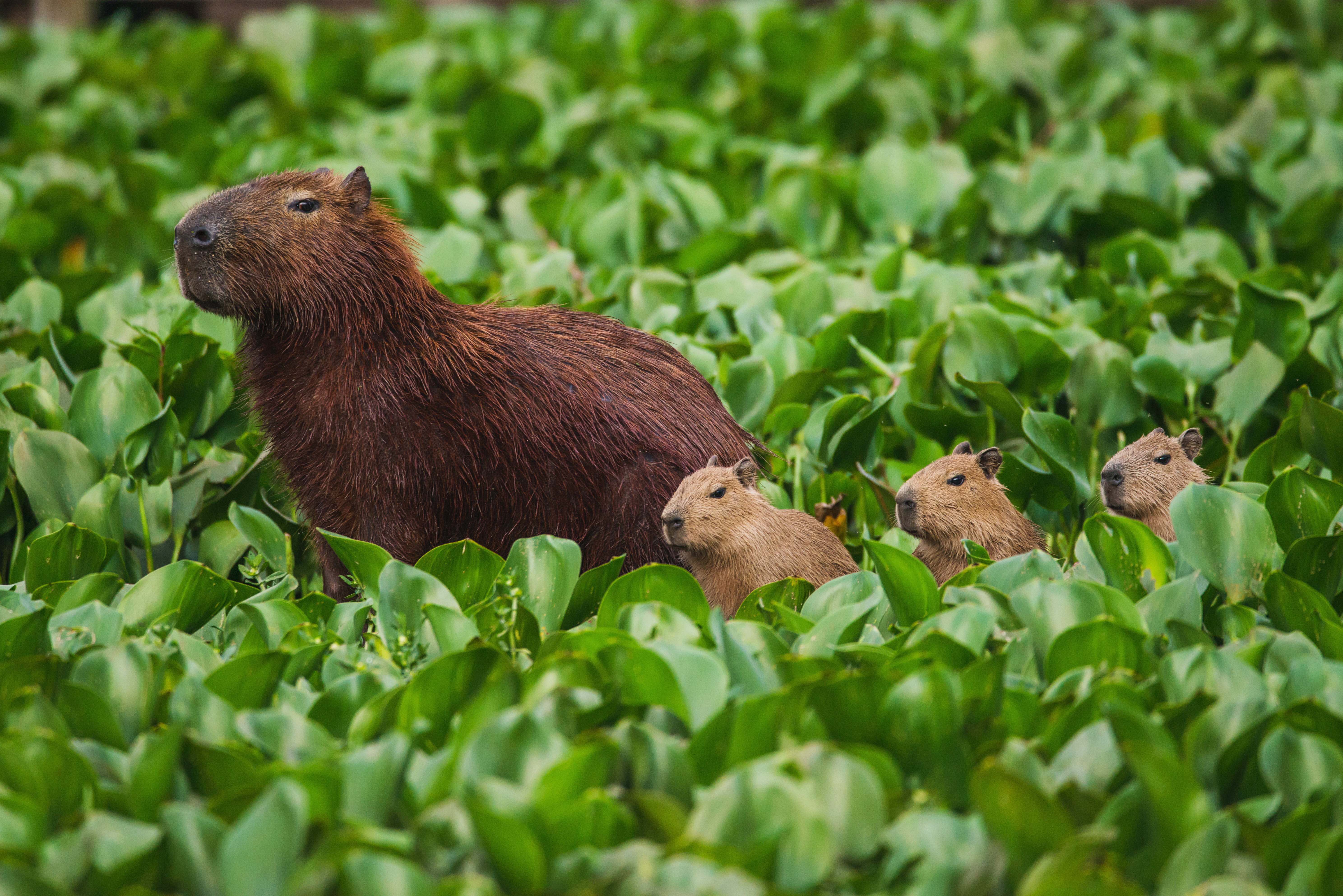
Capibara

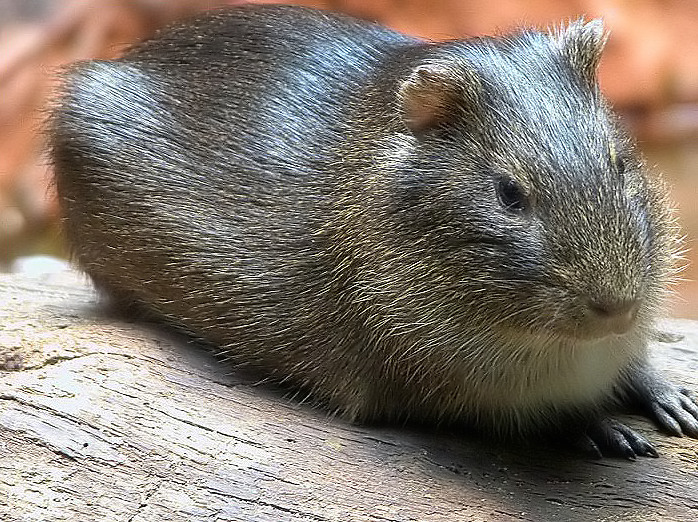
Wilde cavia

  -     - Familie: Dasyproctidae (agoeti's en paca's)
      - Genus: Dasyprocta
        - Goudhaas, Dasyprocta leporina LC

      - Genus: Myoprocta
        - Groene acouchy, Myoprocta acouchy LC

    - Familie: Cuniculidae
      - Genus: Cuniculus
        - Paca, Cuniculus paca LC

    - Familie: Echimyidae
      - Onderfamilie: Echimyinae
        - Genus: Echimys
          - Surinaamse goudrat, Echimys chrysurus LC

        - Genus: Isothrix
          - Isothrix sinnamariensis LC

        - Genus: Makalata
          - Makalata didelphoides LC

      - Onderfamilie: Eumysopinae
        - Genus: Mesomys
          - Mesomys hispidus LC

        - Genus: Proechimys
          - Cayennerat, Proechimys guyannensis LC
          - Proechimys cuvieri LC
- Suborde: Sciurognathi
  -     - Familie: Sciuridae (eekhoorns)
      - Onderfamilie: Sciurillinae
        - Genus: Sciurillus
          - Sciurillus pusillus LC

      - Onderfamilie: Sciurinae
        - Tribe: Sciurini
          - Genus: Sciurus
            - Braziliaanse eekhoorn, Sciurus aestuans LC

    - Familie: Cricetidae
      - Onderfamilie: Sigmodontinae
        - Genus: Daptomys
          - Daptomys oyapocki DD

        - Genus: Euryoryzomys
          - Euryoryzomys macconnelli LC

        - Genus: Holochilus
          - Holochilus nanus

        - Genus: Hylaeamys
          - Hylaeamys megacephalus LC
          - Hylaeamys yunganus LC

        - Genus: Neacomys
          - Dubosts stekelmuis, Neacomys dubosti[1] LC
          - Neacomys guianae LC
          - Neacomys paracou LC

        - Genus: Nectomys
          - Nectomys rattus LC

        - Genus: Oecomys
          - Oecomys auyantepui
          - Oecomys bicolor LC
          - Oecomys rex LC
          - Oecomys roberti LC
          - Oecomys rutilus LC
          - Boomrijstrat, Oecomys trinitatis LC

        - Genus: Oligoryzomys
          - Oligoryzomys delicatus
          - Oligoryzomys messorius

        - Genus: Rhipidomys
          - Rhipidomys leucodactylus LC
          - Rhipidomys nitela LC

        - Genus: Sigmodon
          - Sigmodon alstoni LC

        - Genus: Zygodontomys
          - Zygodontomys brevicauda LC
- Suborde Hystricomorpha
  -     - Familie Caviidae
      - Subfamilie Hydrochoerinae
        - Genus Hydrochoerus
          - Capibara, Hydrochoerus hydrochaeris LC

      - Subfamilie Caviinae
        - Genus Cavia
          - Wilde cavia Cavia aperea LC

    - Familie: Erethizontidae
      - Subfamilie: Erethizontinae
        - Genus Coendou
          - Grijpstaartstekelvarken, Coendou longicaudatus LC
          - Listig stekelvarken, Coendou melanurus LC

#### Orde:Lagomorpha(haasachtigen)

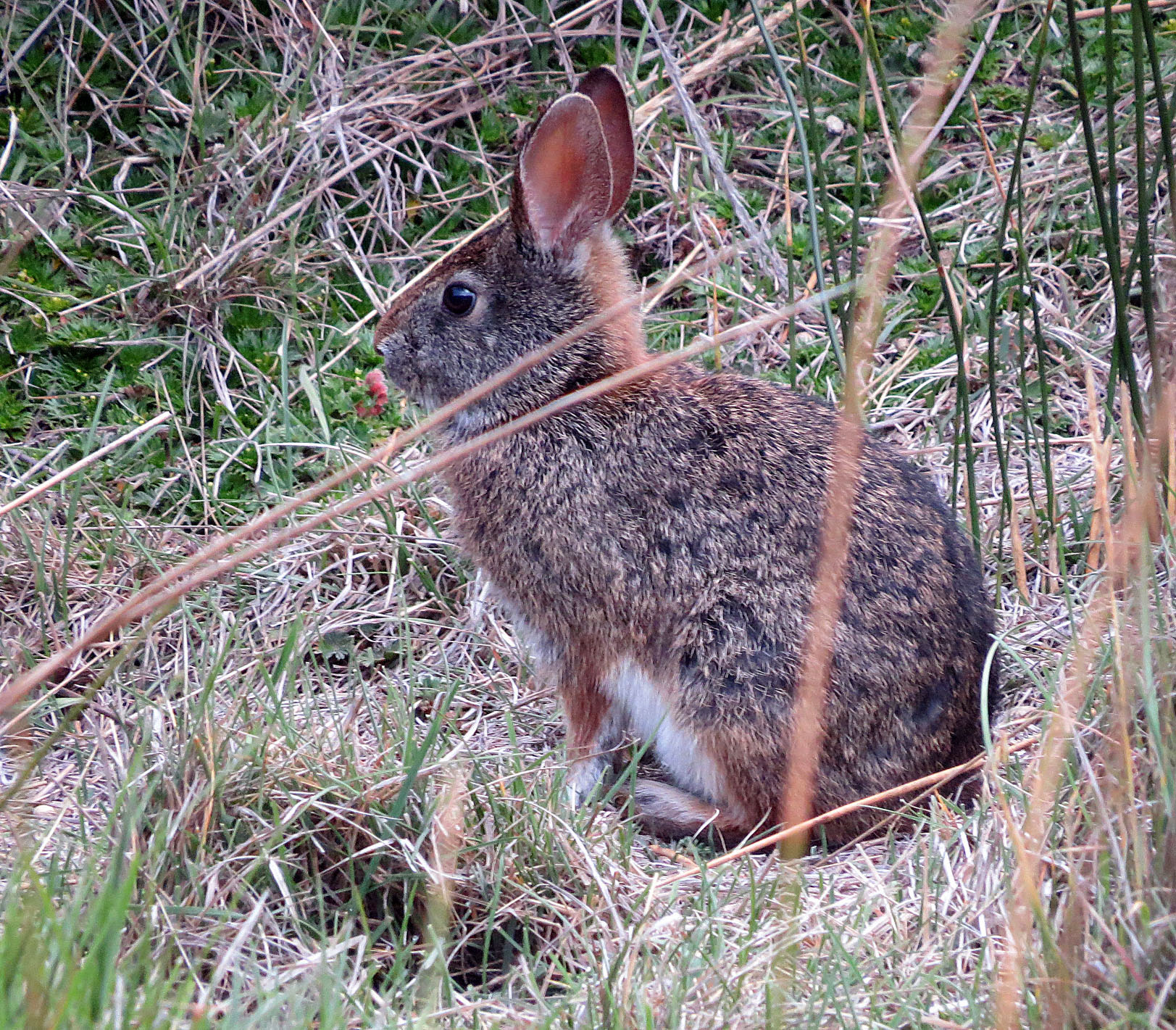
Braziliaans konijn

Deze familie heeft maar een vertegenwoordiger in Suriname.
- - Familie: Leporidae (konijnen, hazen)
    - Genus: Sylvilagus
      - Braziliaans konijn, Sylvilagus brasiliensis LR/lc
      - Sylvilagus parentum

#### Orde:Chiroptera(vleermuizen)

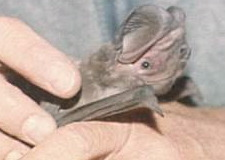
Eumops perotis

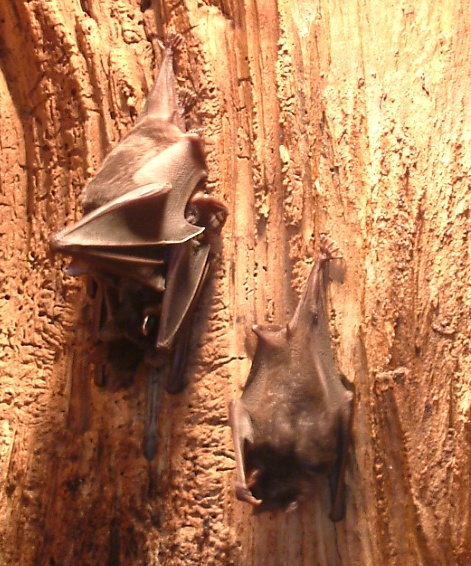
Phyllostomus discolor

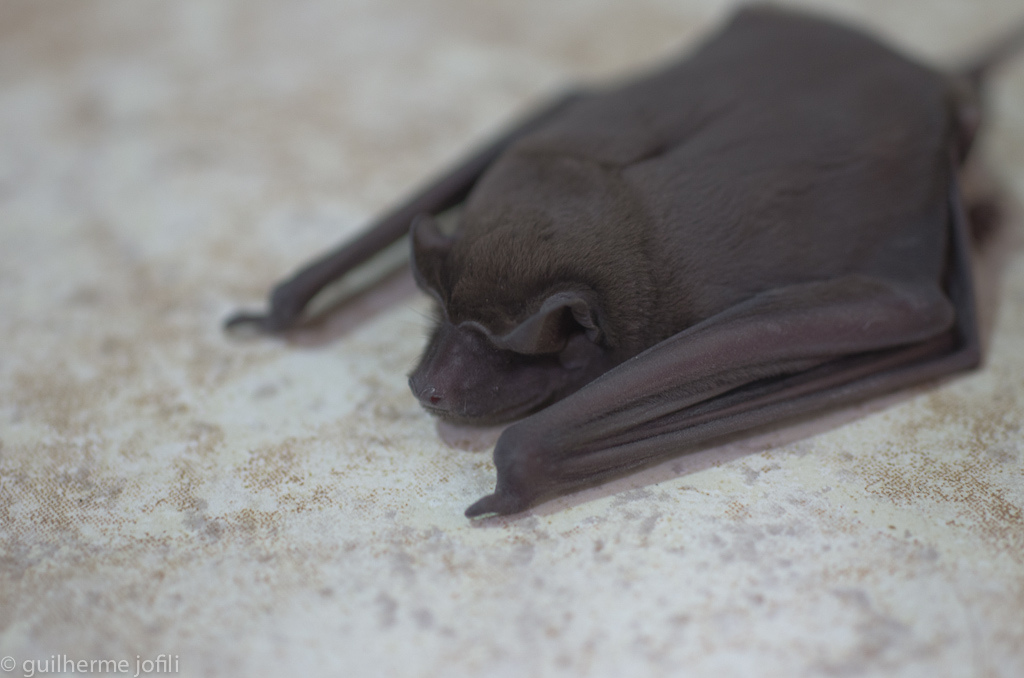
Huisvleermuis

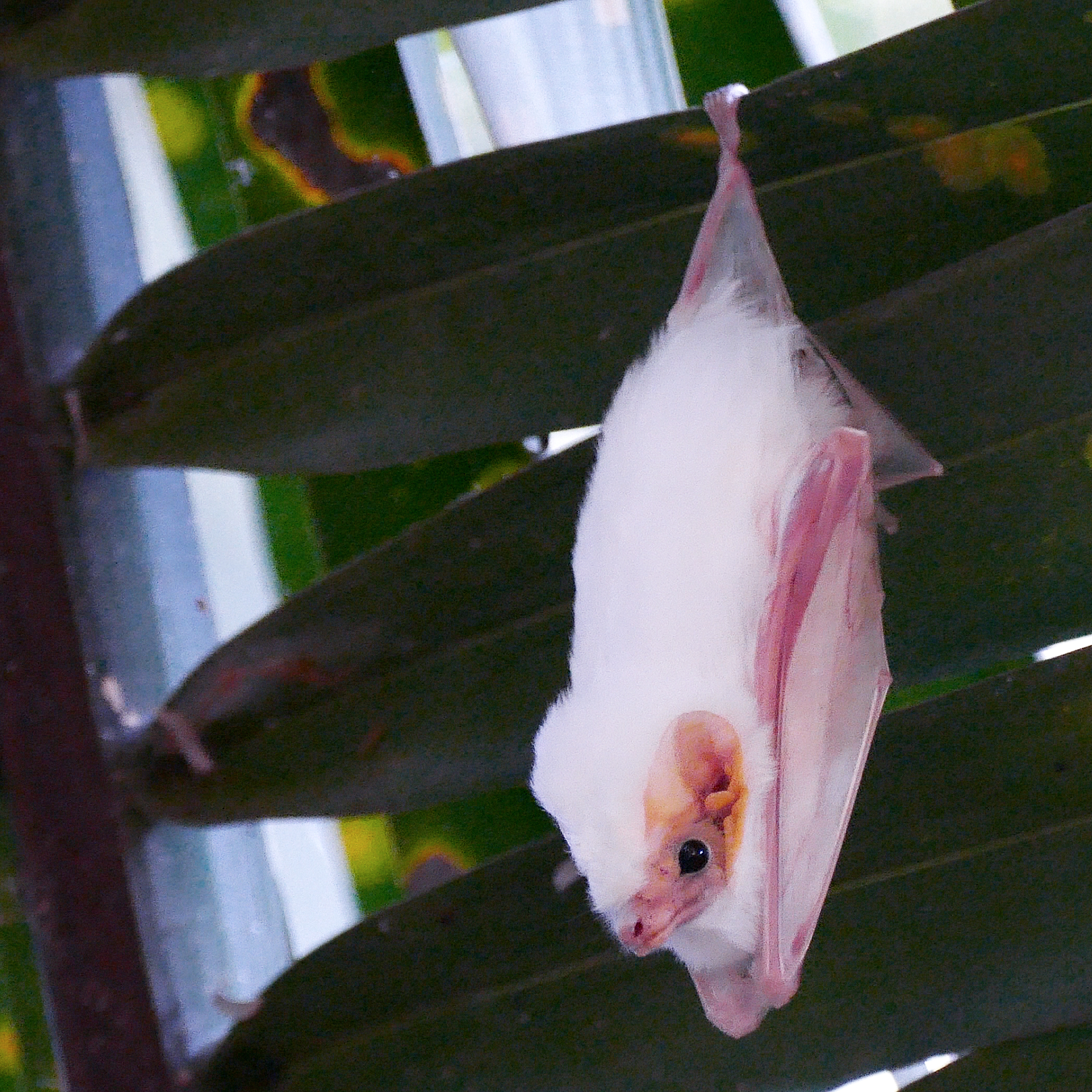
Spookvleermuis

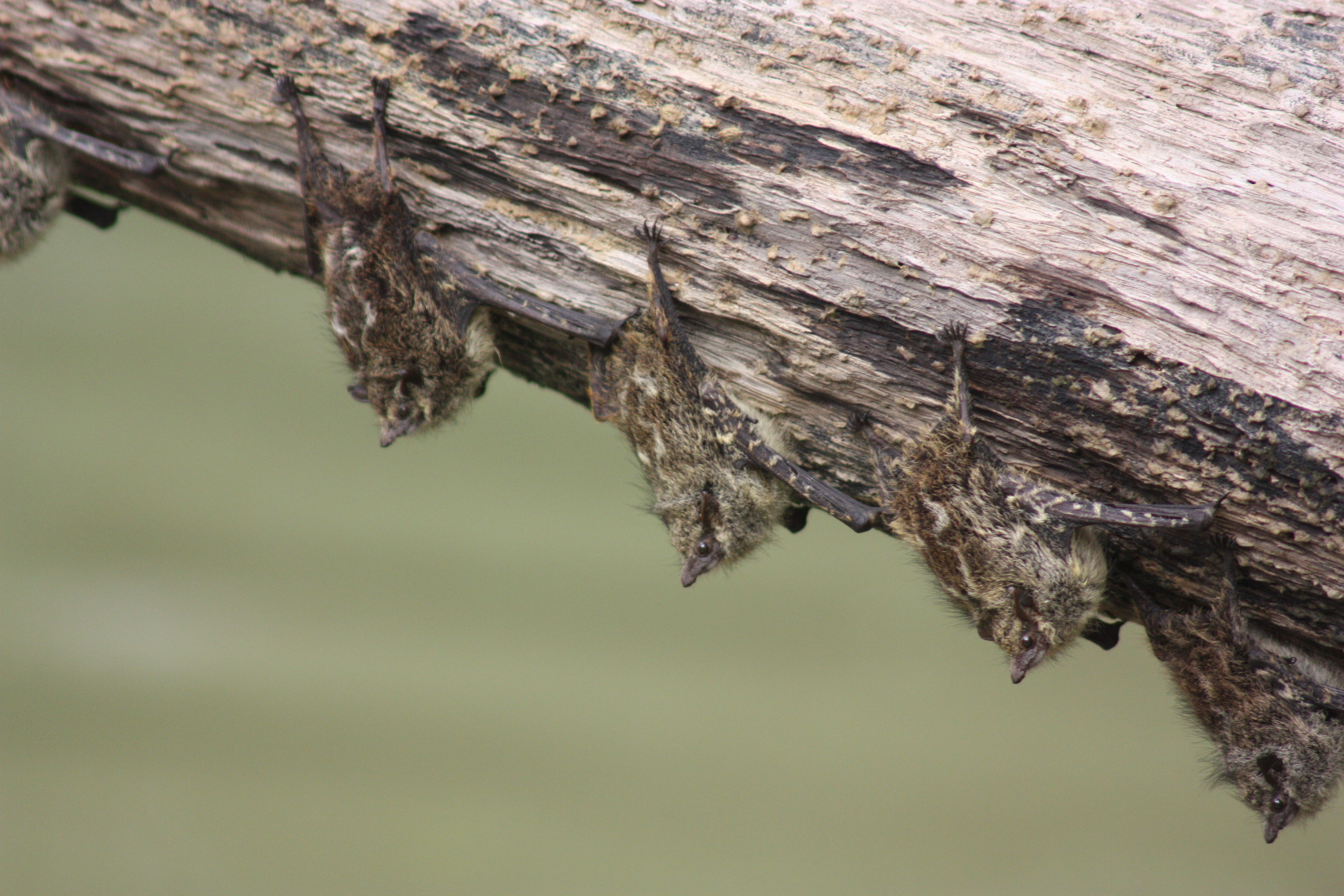
Langneusvleermuizen

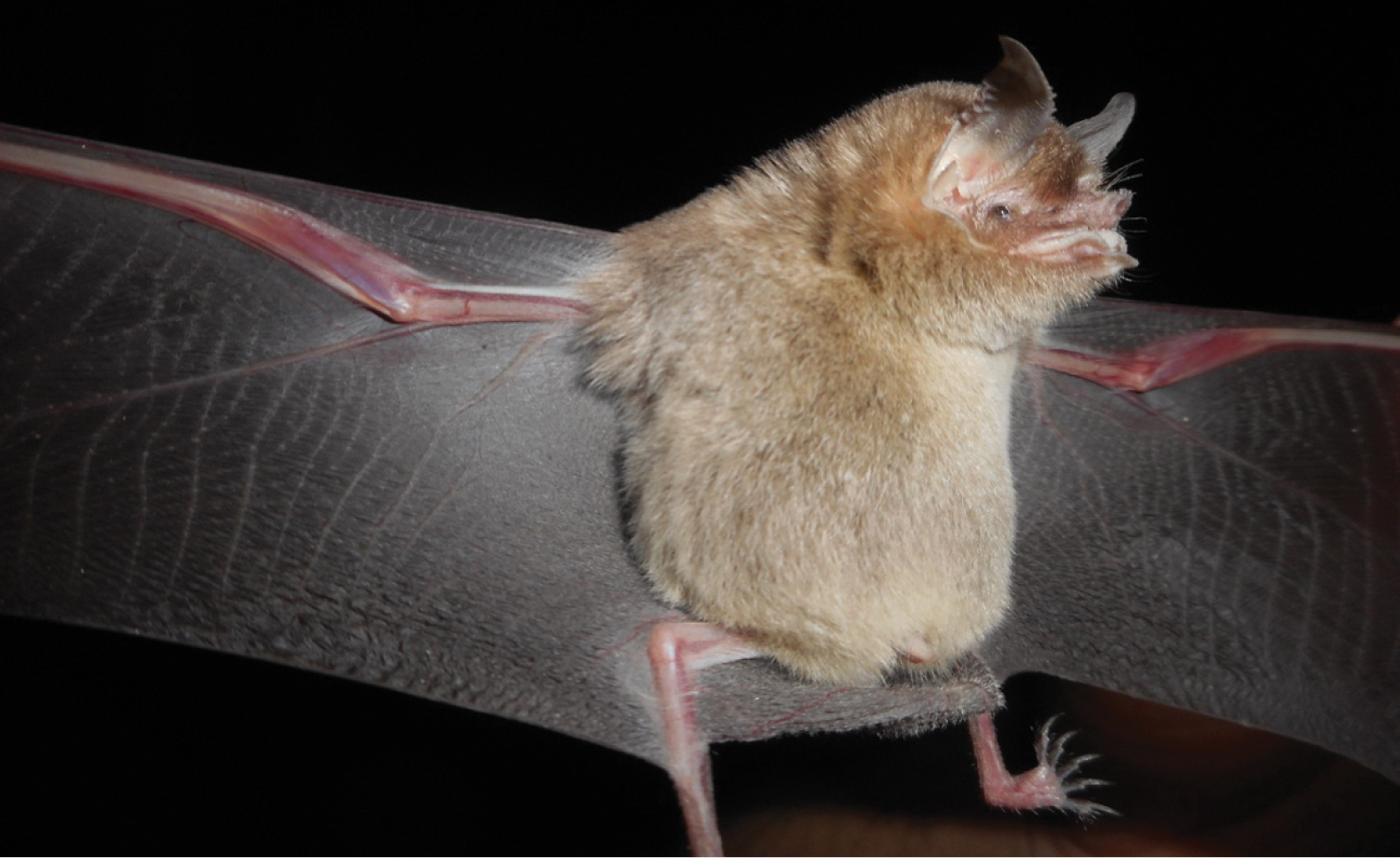
Snorbaardvleermuis

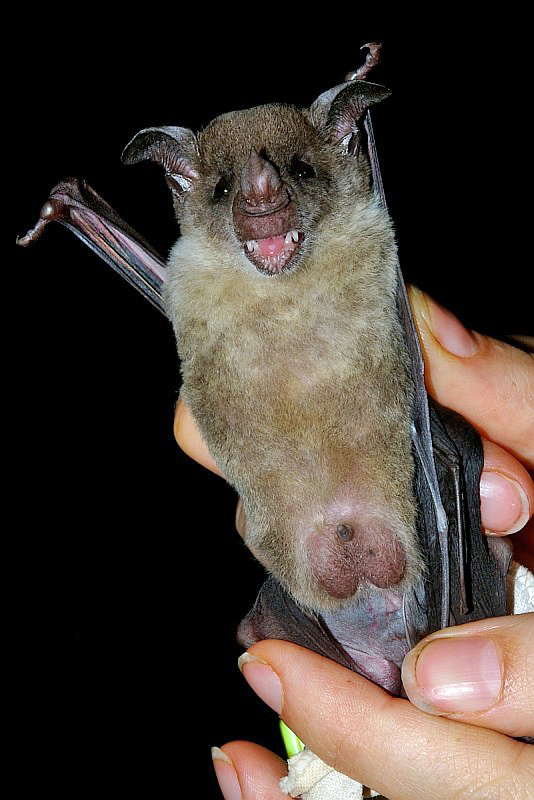
Bonte lansneusvleermuis

Suriname heeft bijzonder veel vleermuissoorten en van vele soorten is niet veel bekend, vaak niet eens een naam in het Nederlands of in een van de andere talen van Suriname. Vleermuizen hebben vaak een slechte naam, maar zonder hen zouden we omkomen in de insecten. Afhankelijk van de soort kunnen ze ook andere dingen eten zoals fruit. Er zij er twee die bloed drinken. Het zijn in de regel nachtdieren.
- - Familie: Noctilionidae
    - Genus: Noctilio
      - Kleine hazenlipvleermuis, Noctilio albiventris LR/lc
      - Grote hazenlipvleermuis, Noctilio leporinus LR/lc

  - Familie: Vespertilionidae
    - Onderfamilie: Myotinae
      - Genus: Myotis
        - Myotis albescens LR/lc
        - Myotis nigricans LR/lc
        - Myotis riparius LR/lc

    - Onderfamilie: Vespertilioninae
      - Genus: Eptesicus
        - Eptesicus brasiliensis LR/lc
        - Eptesicus furinalis LR/lc
        - Grote bruine vleermuis, Eptesicus fuscus LR/lc

      - Genus: Lasiurus
        - Lasiurus atratus DD
        - Lasiurus blossevillii LR/lc
        - Zuidelijke gele vleermuis, Lasiurus ega LR/lc

  - Familie: Molossidae
    - Genus: Cynomops
      - Cynomops abrasus LR/nt
      - Cynomops greenhalli LR/lc
      - Cynomops planirostris LR/lc

    - Genus: Eumops
      - Eumops bonariensis LR/lc
      - Eumops glaucinus LR/lc
      - Eumops maurus VU
      - Eumops perotis LR/lc

    - Genus: Molossops
      - Molossops neglectus LR/nt

    - Genus: Molossus
      - Zwarte fluweelvleermuis, Molossus rufus LR/lc
      - Huisvleermuis, Molossus molossus LR/lc
      - , Molossus sinaloae LR/lc

    - Genus: Nyctinomops
      - Nyctinomops aurispinosus LR/lc
      - Nyctinomops laticaudatus LR/lc
      - Nyctinomops macrotis LR/lc

    - Genus: Promops
      - Promops centralis LR/lc
      - Promops nasutus LR/lc

  - Familie: Emballonuridae
    - Genus: Centronycteris
      - Centronycteris maximiliani LR/lc

    - Genus: Cormura
      - Cormura brevirostris LR/lc

    - Genus: Diclidurus
      - Spookvleermuis, Diclidurus albus LR/lc
      - Diclidurus scutatus LR/lc

    - Genus: Peropteryx
      - Peropteryx kappleri LR/lc
      - Peropteryx leucoptera LR/lc

    - Genus: Rhynchonycteris
      - Langneusvleermuis, Rhynchonycteris naso LR/lc

    - Genus: Saccopteryx
      - Tweestrepige zakvleermuis, Saccopteryx bilineata LR/lc
      - Saccopteryx canescens LR/lc
      - Saccopteryx leptura LR/lc

  - Familie: Mormoopidae
    - Genus: Pteronotus
      - Kleine kaalrugvleermuis, Pteronotus davyi LR/lc
      - Pteronotus parnellii LR/lc
      - Snorbaardvleermuis, Pteronotus personatus LR/lc

  - Familie: Phyllostomidae
    - Onderfamilie: Phyllostominae
      - Genus: Glyphonycteris
        - , Glyphonycteris daviesi LR/nt

      - Genus: Lampronycteris
        - Lampronycteris brachyotis LR/lc

      - Genus: Lonchorhina
        - Zwaardneusvleermuis, Lonchorhina aurita LR/lc
        - Lonchorhina inusitata DD

      - Genus: Lophostoma
        - Lophostoma brasiliense LR/lc
        - Lophostoma carrikeri VU
        - Lophostoma schulzi VU
        - Lophostoma silvicolum LR/lc

      - Genus: Macrophyllum
        - Langpootvleermuis, Macrophyllum macrophyllum LR/lc

      - Genus: Micronycteris
        - Micronycteris hirsuta LR/lc
        - Micronycteris megalotis LR/lc
        - Micronycteris minuta LR/lc

      - Genus: Mimon
        - Mimon bennettii LR/lc
        - Mimon crenulatum LR/lc

      - Genus: Phylloderma
        - Phylloderma stenops LR/lc

      - Genus: Phyllostomus
        - Bonte lansneusvleermuis, Phyllostomus discolor LR/lc
        - Phyllostomus elongatus LR/lc
        - Grote lansneusvleermuis, Phyllostomus hastatus LR/lc

      - Genus: Tonatia
        - Tonatia saurophila LR/lc

      - Genus: Trachops
        - Franjelipvleermuis, Trachops cirrhosus LR/lc

      - Genus: Trinycteris
        - , Trinycteris nicefori LR/lc

      - Genus: Vampyrum
        - Grote onechte vampier, Vampyrum spectrum LR/nt

    - Onderfamilie: Lonchophyllinae
      - Genus: Lionycteris
        - Lionycteris spurrelli LR/lc

      - Genus: Lonchophylla
        - Lonchophylla thomasi LR/lc

    - Onderfamilie: Glossophaginae
      - Genus: Anoura
        - Anoura caudifer LR/lc
        - Geoffroys bladneusvleermuis, Anoura geoffroyi LR/lc

      - Genus: Choeroniscus
        - Choeroniscus godmani LR/nt
        - Choeroniscus minor LR/lc

      - Genus: Glossophaga
        - Kleine langtongvleermuis, Glossophaga soricina LR/lc

      - Genus: Lichonycteris
        - Lichonycteris obscura LR/lc

    - Onderfamilie: Carolliinae
      - Genus: Carollia
        - Carollia castanea LR/lc
        - Brilbladneusvleermuis, Carollia perspicillata LR/lc

      - Genus: Rhinophylla
        - Rhinophylla pumilio LR/lc

    - Onderfamilie: Stenodermatinae
      - Genus: Ametrida
        - Ametrida centurio LR/lc

      - Genus: Artibeus
        - Artibeus cinereus LR/lc
        - Jamaicavruchtenvampier, Artibeus jamaicensis LR/lc
        - Grote vruchtenvampier, Artibeus lituratus LR/lc
        - Donkere fruitetende vleermuis, Artibeus obscurus LR/nt[2]
        - Bruine fruitetende vleermuis, Artibeus concolor LR/nt[2]

      - Genus: Chiroderma
        - Chiroderma trinitatum LR/lc
        - Chiroderma villosum LR/lc

      - Genus: Mesophylla
        - Mesophylla macconnelli LR/lc

      - Genus: Pygoderma
        - Pygoderma bilabiatum LR/nt

      - Genus: Sturnira
        - Geelschoudervleermuis, Sturnira lilium LR/lc
        - Sturnira tildae LR/lc

      - Genus: Uroderma
        - Prieelvleermuis, Uroderma bilobatum LR/lc
        - Uroderma magnirostrum LR/lc

      - Genus: Vampyressa
        - Vampyressa bidens LR/nt
        - Vampyressa brocki LR/nt
        - Vampyressa pusilla LR/lc

      - Genus: Vampyrodes
        - Vampyrodes caraccioli LR/lc

      - Genus: Platyrrhinus
        - Platyrrhinus aurarius LR/nt
        - Platyrrhinus brachycephalus LR/lc
        - Platyrrhinus helleri LR/lc

    - Onderfamilie: Desmodontinae
      - Genus: Desmodus
        - Gewone vampier, Desmodus rotundus LR/lc

      - Genus: Diaemus
        - Witvleugelvampier, Diaemus youngi LR/lc

  - Familie: Furipteridae
    - Genus: Furipterus
      - Kortduimvleermuis, Furipterus horrens LR/lc

  - Familie: Thyropteridae
    - Genus: Thyroptera
      - Hondurashechtschijfvleermuis, Thyroptera discifera LR/lc
      - Driekleurhechtschijfvleermuis, Thyroptera tricolor LR/lc

#### Orde:Carnivora(roofdieren)
- Suborde: Feliformia
  - Familie: Felidae (katten)
    - Onderfamilie: Felinae
      - Genus: Herpailurus

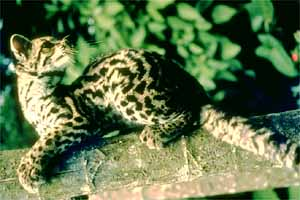
Boomkat

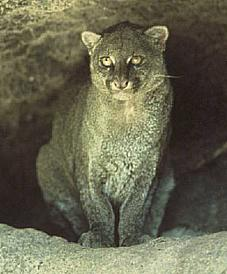
Jaguarundi

        - Jaguarundi, Herpailurus yagouaroundi LC

      - Genus: Leopardus
        - Ocelot, Leopardus pardalis LC
        - Tijgerkat, Leopardus tigrinus VU
        - Boomkat, Leopardus wiedii NT

      - Genus: Puma
        - Poema, Puma concolor LC

    - Onderfamilie: Pantherinae
      - Genus: Panthera
        - Jaguar, Panthera onca NT
- Suborde: Caniformia
  - Familie: Canidae (honden, vossen)
    - Genus: Cerdocyon
      - Savannevos, Cerdocyon thous LC

    - Genus: Speothos
      - Boshond, Speothos venaticus NT

  - Familie: Procyonidae (raccoons)
    - Genus: Procyon
      - Krabbenhond, Procyon cancrivorus LC

    - Genus: Nasua
      - Rode neusbeer, Nasua nasua LC

    - Genus: Potos
      - Rolstaartbeer, Potos flavus LC

  - Familie: Mustelidae (mustelids)
    - Genus: Eira
      - Zwartbruine veelvraat, Eira barbara LC

    - Genus: Galictis
      - Grison, Galictis vittata LC

    - Genus: Lontra
      - Zwampotter, Lontra longicaudis NT

    - Genus: Pteronura
      - Reuzenotter, Pteronura brasiliensis EN

  - Familie: Mephitidae
    - Genus: Conepatus
      - Amazone-varkenssnuitskunk, Conepatus semistriatus LC

#### Orde:Perissodactyla(onevenhoevigen)

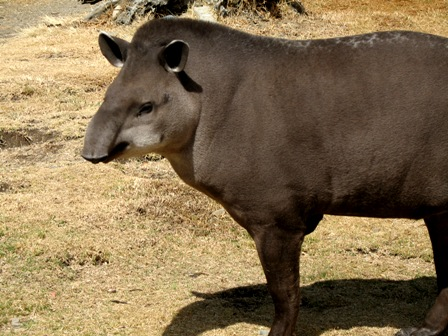
Laaglandtapir

Deze orde is slechts met een soort vertegenwoordigd.
- Familie: Tapiridae (tapirs)
  - Genus: Tapirus
    - Laaglandtapir, Tapirus terrestris VU

#### Orde:Artiodactyla(evenhoevigen)

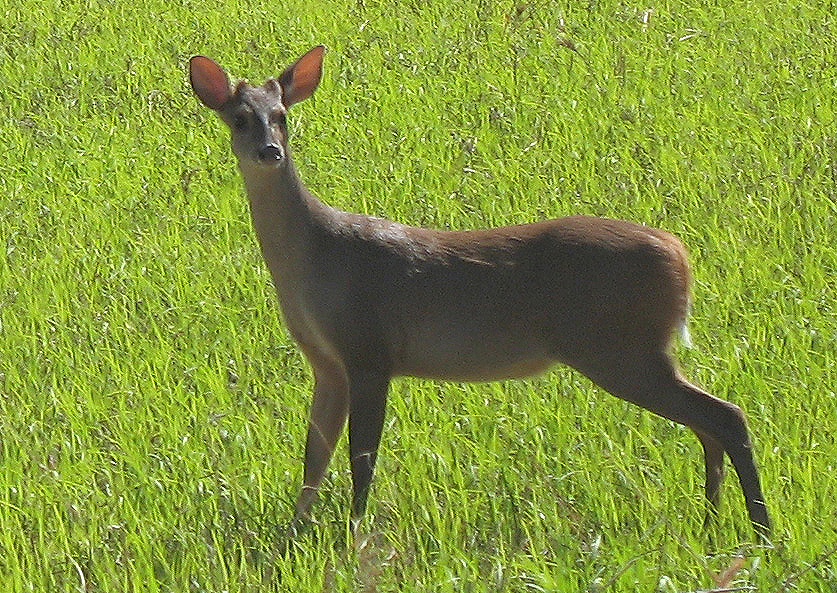
Groot boshert

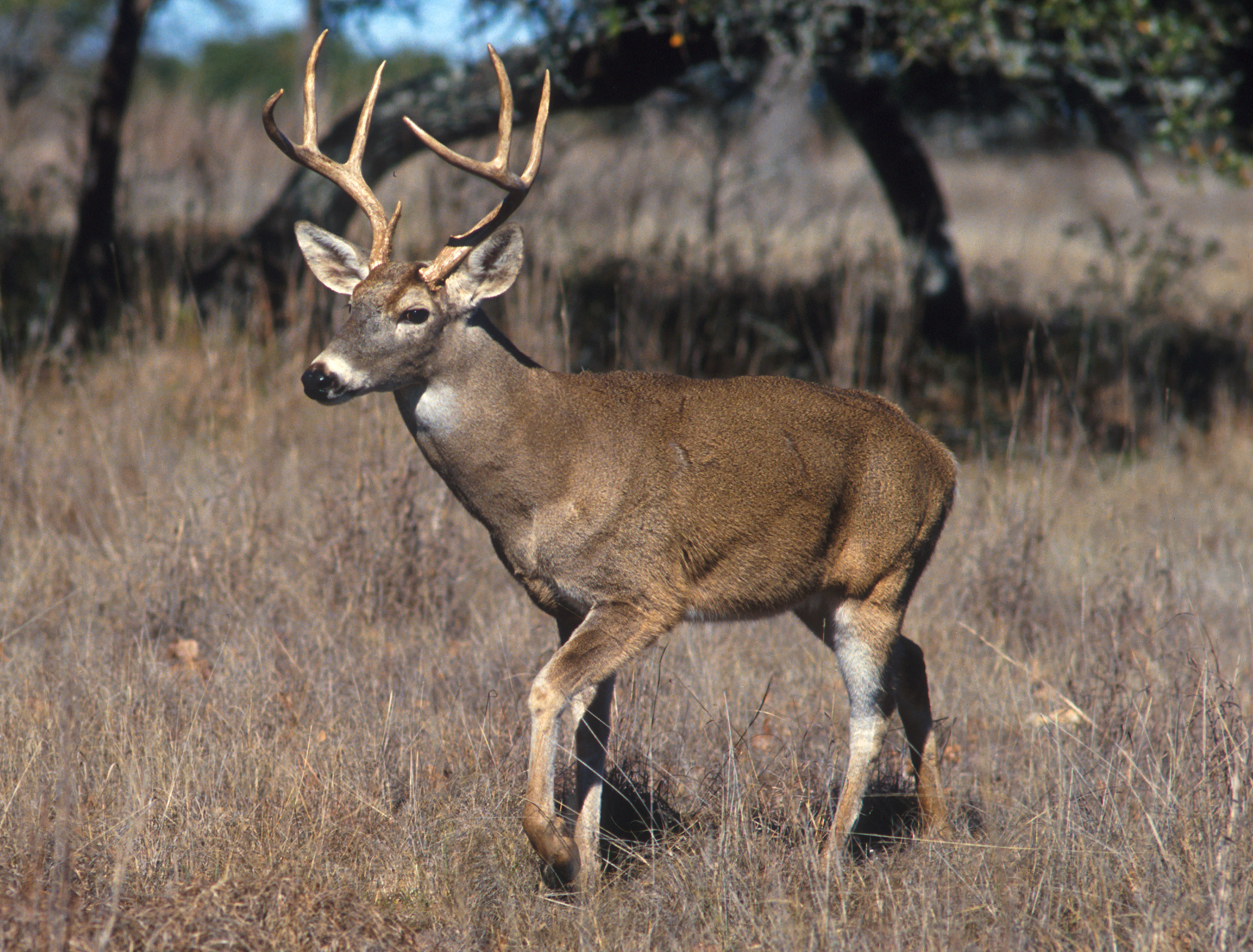
Witstaarthert

Deze orde is met vijf soorten vertegenwoordigd. Twee zwijnen en drie herten.
- Familie: Tayassuidae (pekari's, pingo's)
  -     - Genus: Dicotyles
      - Pakira, Halsbandpekari, Dicotyles tajacu LC

    - Genus: Tayassu
      - Pingo, Witlippekari, Tayassu pecari VU
- Familie: Cervidae (deer)
  - Onderfamilie: Capreolinae
    - Genus: Mazama
      - Groot boshert, Mazama americana DD

    - Genus: Passalites
      - Passalites nemorivagus LC

    - Genus: Odocoileus
      - Witstaarthert, Odocoileus virginianus LC

#### Orde:Cetacea(walvisachtigen)

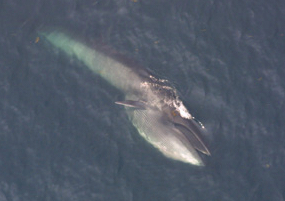
Noordse vinvis

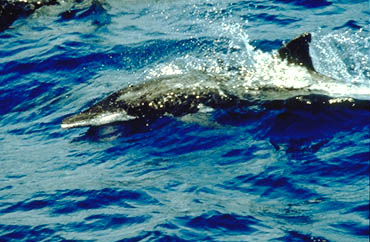
Snaveldolfijn

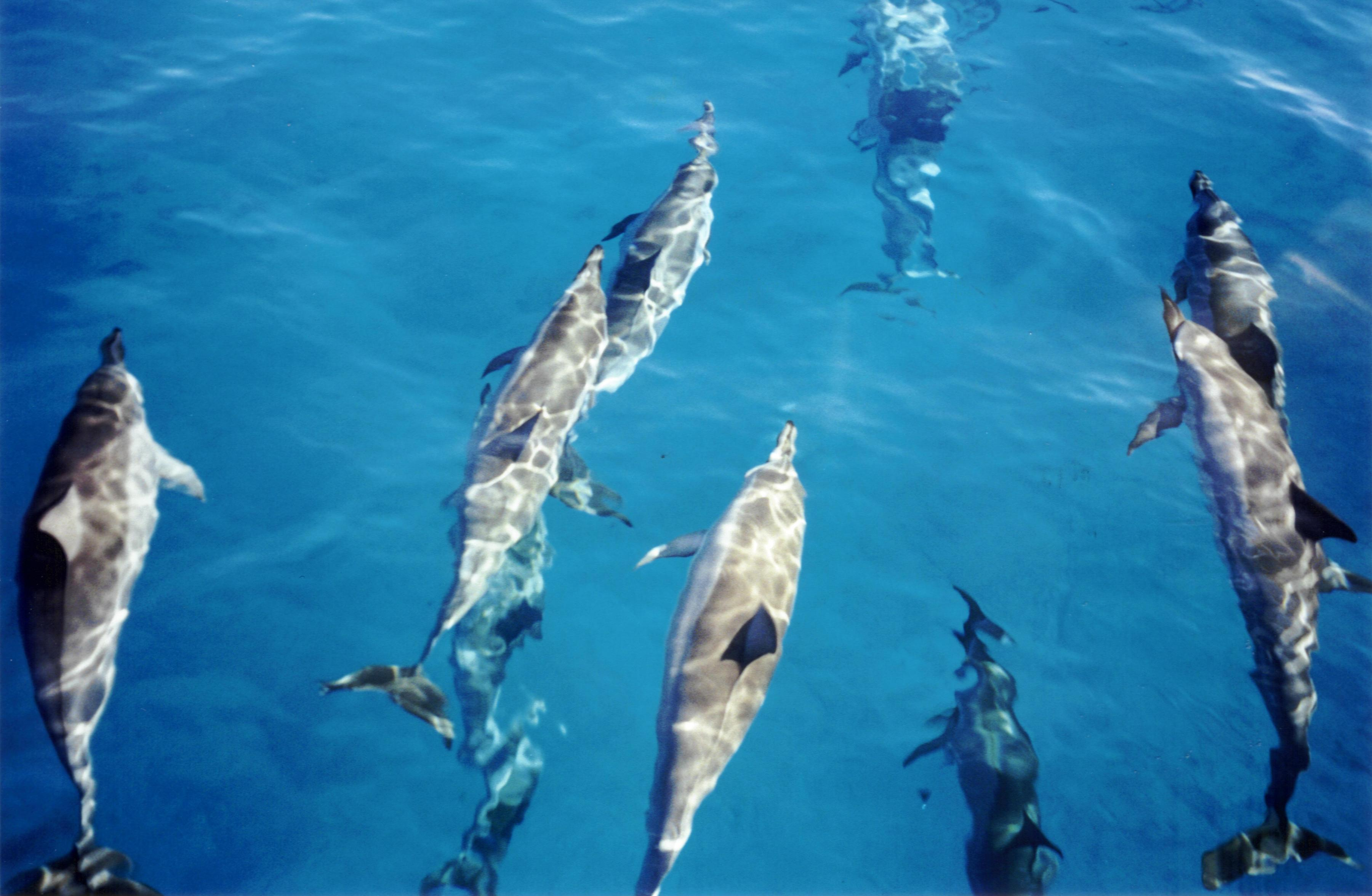
Langsnuitdolfijnen

De walvissen en dofijnen zijn echte zeedieren, hoewel sommige soorten riviermondingen bezoeken.
- Suborde: Mysticeti
  - Familie: Balaenopteridae
    - Genus: Balaenoptera
      - Dwergvinvis, Balaenoptera acutorostrata
      - Noordse vinvis, Balaenoptera borealis
      - Brydevinvis, Balaenoptera brydei
      - Blauwe vinvis, Balaenoptera musculus
      - Gewone vinvis, Balaenoptera physalus

    - Genus: Megaptera
      - Bultrug, Megaptera novaeangliae
- Suborde: Odontoceti
  - SuperFamilie: Platanistoidea
    - Familie: Delphinidae (zeedolfijnen)
      - Genus: Steno
        - Snaveldolfijn, Steno bredanensis DD

      - Genus: Sotalia
        - Guianadolfijn, Sotalia guianensis DD

      - Genus: Stenella
        - Slanke dolfijn, Stenella attenuata DD
        - Clymenedolfijn, Stenella clymene DD
        - Gestreepte dolfijn, Stenella coeruleoalba DD
        - Atlantische vlekdolfijn, Stenella frontalis DD
        - Langsnuitdolfijn, Stenella longirostris LR/cd

      - Genus: Tursiops
        - Tuimelaar, Tursiops truncatus LR/cd

      - Genus: Delphinus
        - Kaapse dolfijn, Delphinus capensis LR/lc

      - Genus: Lagenodelphis
        - Sarawakdolfijn, Lagenodelphis hosei DD

      - Genus: Feresa
        - Dwerggriend, Feresa attenuata DD

      - Genus: Orcinus
        - Zwaardwalvis, Orcinus orca DD

      - Genus: Peponocephala
        - Witlipdolfijn, Peponocephala electra DD

    - Familie: Physeteridae (sperm whales)
      - Genus: Physeter
        - Potvis, Physeter macrocephalus VU

    - Familie: Kogiidae (small sperm whales)
      - Genus: Kogia
        - Dwergpotvis, Kogia breviceps DD
        - Kleinste potvis, Kogia sima DD
- Superfamily Ziphioidea
  - Familie: Ziphidae (beaked whales)
    - Genus: Mesoplodon
      - Spitssnuitdolfijn van de Blainville, Mesoplodon densirostris DD
      - Spitssnuitdolfijn van Gervais, Mesoplodon europaeus DD

    - Genus: Ziphius
      - Dolfijn van Cuvier, Ziphius cavirostris DD

## Verklaring van de codes
De volgende afkortingen worden gebruikt om de IUNC-status van de soort aan te duiden. 
| EX | Extinct               | Uitgestorven             | Er is geen twijfel dat het laatste individu dood is.                                                                  |
| EW | Extinct in the wild   | In het wild uitgestorven | Alleen bekend uit gevangenschap of als verwilderde soort buiten zijn oorspronkelijk verspreidingsgebied.              |
| CR | Critically endangered | Kritisch bedreigd        | In het wild is de soort in onmiddellijk gevaar om uit te sterven.                                                     |
| EN | Endangered            | Bedreigd                 | De soort staat bloot aan een bijzonder grote kans om in het wild uit te sterven.                                      |
| VU | Vulnerable            | Kwetsbaar                | De soort staat bloot aan een grote kans om in het wild uit te sterven.                                                |
| NT | Near threatened       | Gevoelig                 | De soort voldoet niet aan een van de criteria hierboven, maar het is waarschijnlijk dat dat in de toekomst verergert. |
| LC | Least concern         | Niet bedreigd            | Er zijn voor de soort vooralsnog geen risico's vast te stellen.                                                       |
| DD | Data deficient        | Onvoldoende gegevens     | Er zijn onvoldoende gegevens om de stand van zake te beoordelen.                                                      |

Sommige soorten zijn beoordeeld aan de hand van eerdere richtlijnen. Zij kunnen de volgende aanduidingen vertonen:
| LR/cd | Lower risk/conservation dependent | Lager risico/ afhankelijk van bescherming | De soort is het doelwit van beschermende maatregelen en moet wellicht in een ernstiger categorie geplaatst als deze bescherming achterwege blijft. |
| LR/nt | Lower risk/near threatened        | Lager risico/ gevoelig                    | De soort benadert de gevoelige status, maar is niet het onderwerp van bescherming.                                                                 |
| LR/lc | Lower risk/least concern          | Lager risico/ niet bedreigd               | Er zijn voor de soort geen ernstige bedreigingen aan te wijzen.                                                                                    |

Landen: Afghanistan · Albanië · Algerije · Andorra · Angola · Antigua en Barbuda · Argentinië · Armenië · Australië · Azerbeidzjan · Bahama's · Bahrein · Bangladesh · Barbados · België · Belize · Benin · Bhutan · Bolivia · Bosnië en Herzegovina · Botswana · Brazilië · Brunei · Bulgarije · Burkina Faso · Burundi · Cambodja · Canada · Centraal-Afrikaanse Republiek · Chili · China · Colombia · Comoren · Congo-Brazzaville · Congo-Kinshasa · Costa Rica · Cuba · Cyprus · Denemarken · Djibouti · Dominica · Dominicaanse Republiek · Duitsland · Ecuador · Egypte · El Salvador · Equatoriaal-Guinea · Eritrea · Estland · Ethiopië · Fiji · Filipijnen · Finland · Frankrijk · Gabon · Gambia · Georgië · Ghana · Grenada · Griekenland · Guatemala · Guinee · Guinee-Bissau · Guyana · Haïti · Honduras · Hongarije · Ierland · IJsland · India · Indonesië · Irak · Iran · Israël · Italië · Ivoorkust · Jamaica · Japan · Jemen · Jordanië · Kaapverdië · Kameroen · Kazachstan · Kenia · Kirgizië · Kiribati · Koeweit · Kosovo · Kroatië · Laos · Lesotho · Letland · Libanon · Liberia · Libië · Liechtenstein · Litouwen · Luxemburg · Madagaskar · Malawi · Maldiven · Maleisië · Mali · Malta · Marokko · Marshalleilanden · Mauritanië · Mauritius · Mexico · Micronesië · Moldavië · Monaco · Mongolië · Montenegro · Mozambique · Myanmar · Namibië · Nauru · Nederland · Nepal · Nicaragua · Nieuw-Zeeland · Niger · Nigeria · Noord-Korea · Noord-Macedonië · Noorwegen · Oeganda · Oekraïne · Oezbekistan · Oman · Oostenrijk · Oost-Timor · Pakistan · Palau · Panama · Papoea-Nieuw-Guinea · Paraguay · Peru · Polen · Portugal · Qatar · Roemenië · Rusland · Rwanda · Saint Kitts en Nevis · Saint Lucia · Saint Vincent en de Grenadines · Salomonseilanden · Samoa · San Marino · Sao Tomé en Principe · Saoedi-Arabië · Senegal · Servië · Seychellen · Sierra Leone · Singapore · Slovenië · Slowakije · Soedan · Somalië · Spanje · Sri Lanka · Suriname · Swaziland · Syrië · Tadzjikistan · Tanzania · Thailand · Togo · Tonga · Trinidad en Tobago · Tsjaad · Tsjechië · Tunesië · Turkije · Turkmenistan · Tuvalu · Uruguay · Vanuatu · Venezuela · Verenigd Koninkrijk · Verenigde Arabische Emiraten · Verenigde Staten · Vietnam · Wit-Rusland · Zambia · Zimbabwe · Zuid-Afrika · Zuid-Korea · Zweden · Zwitserland

Overig: Lijst van zoogdieren · Lijst van zoogdieren in Europa · Lijst van zoogdieren op Newfoundland · Lijst van zoogdieren met Nederlandse namen